# Machov
Machov (in tedesco Machau) è un comune mercato della Repubblica Ceca facente parte del distretto di Náchod, nella regione di Hradec Králové.